# Tipoy
Tipoy (del guaraní, typói) es una especie de túnica corta o larga utilizada por las mujeres de origen guaraní en Sudamérica, y el Amazonas. Se trata de una prenda liviana cuyo uso se extendió en la región del oriente de Bolivia, Brasil, Chaco de Paraguay, y Argentina.

Hacia mitad del siglo XIX, el religioso fray Martín Pueyo narraba su experiencia entre los pacahuaras y su asombro y disgusto ante la desnudez de los indígenas. En su relato, describe que a fin de cubrirlos, los misioneros confeccionaron unas especies de sacos o bolsas rectangulares, con dos aberturas para los brazos y una para la cabeza.
El tipoy es considerado una de las vestimentas típicas tradicionales de las mujeres de la región del Oriente boliviano, en el departamento de Santa Cruz, el departamento del Beni, el departamento de Pando, y el norte del departamento de La Paz. Es la indumentaria femenina típica del taquirari.
Al igual que otras prendas y accesorios tradicionales, el tipoy ha sido revalorizado por los actuales diseñadores de moda, que lo han integrado a sus colecciones.